# Pavão
Pavão is een gemeente in de Braziliaanse deelstaat Minas Gerais. De gemeente telt 9.155 inwoners (schatting 2009).

## Aangrenzende gemeenten
De gemeente grenst aan Carlos Chagas, Crisólita en Novo Oriente de Minas.